# Azul de metileno
O azul de metileno é um composto aromático heterocíclico da classe das fenotiazinas, sólido verde escuro, solúvel em água, produzindo solução azul, inodoro, com fórmula molecular: C16H18ClN3S e massa molar 319,85 g/mol. Ele tem muitas aplicações nos mais variados campos da farmacologia, medicina, biologia e da química, sendo facilmente encontrado em farmácias comuns. O azul de metileno é um antídoto específico indicado a pacientes com sintomas e/ou sinais de hipóxia (mudanças mentais, taquicardia, dispnéia, dor torácica). Não deve ser confundido com o azul de metila, outro corante histológico, nem com o novo azul de metileno, nem com as variações do violeta de metila, frequentemente usados como indicadores de pH.
A substância foi sintetizada em 1876 pelo químico alemão Heinrich Caro. É altamente solúvel em água e solventes orgânicos e tem alta permeabilidade nas membranas celulares.
Cloreto de metiltionínio é um dos nomes do azul de metileno pela Denominação Comum Internacional.

## Usos

### Química
O azul de metileno é largamente utilizado como um indicador redox em química analítica. Soluções dessa substância são azuis quando em um ambiente oxidante, mas tornam-se incolores quando expostas a um agente redutor. As propriedades redox podem ser vistas em uma clássica demonstração de cinética química em química geral, o chamado experimento da "garrafa azul". Tipicamente, uma solução feita de dextrose, azul de metileno, e hidróxido de sódio. Após sacudir-se a garrafa, oxigênio oxida o azul de metileno, e a solução torna-se azul. A dextrose irá gradualmente reduzir o azul de metileno a sua forma incolor, reduzida. Então, quando o oxigênio dissolvido é inteiramente consumido, a solução irá tornar-se incolor.
Azul de metileno é também usado para fazer a reação entre solução de Fehling e açúcares redutores mais visível.

### Biologia

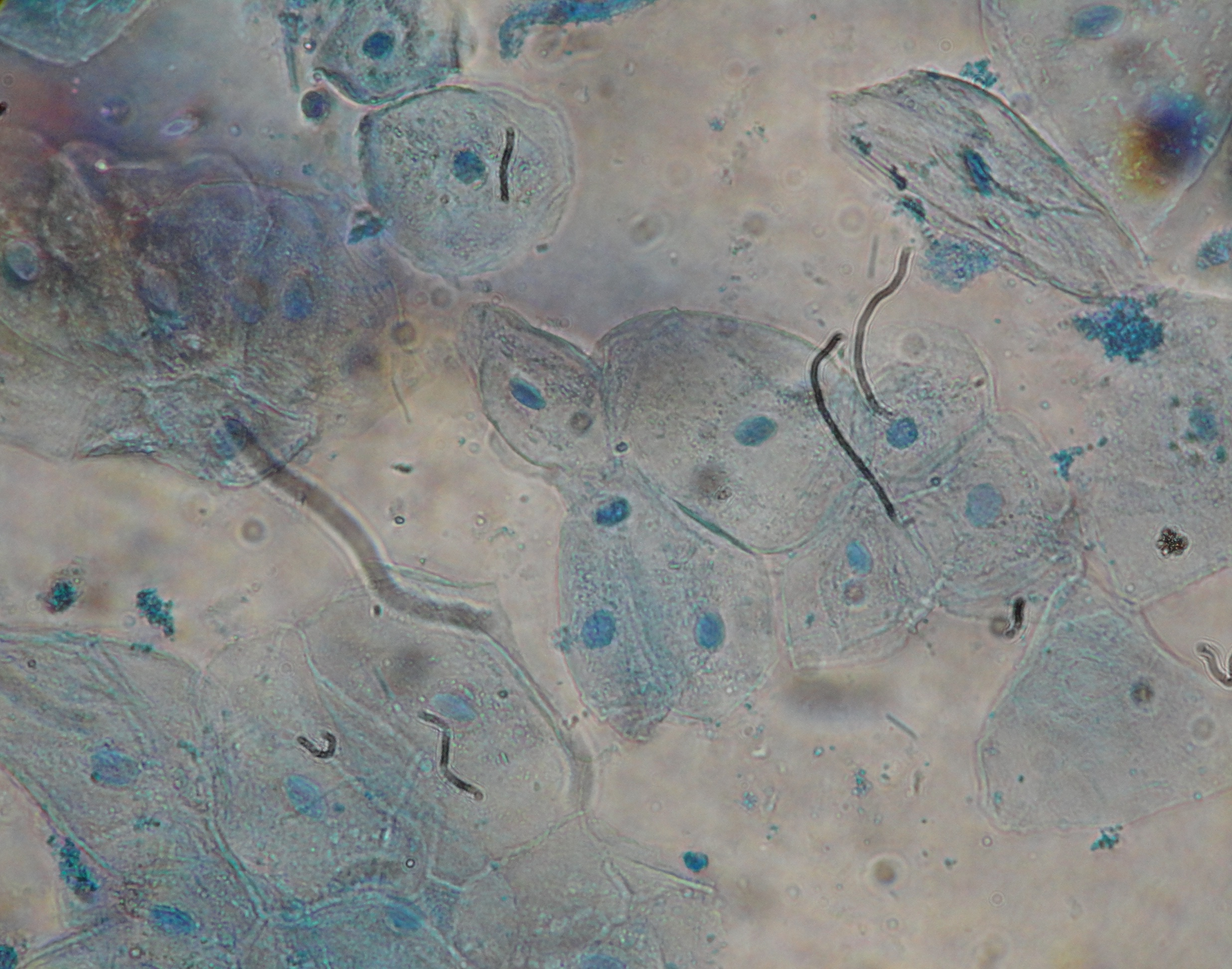
Células epiteliais

Na biologia o composto é usado como corante para um grande número de diferentes procedimentos de coloração, tais como as colorações de Gram, Wright, e Jenner. Desde que ele é uma técnica de coloração temporária, azul de metileno pode também ser usado para examinar RNA ou DNA sob o microscópio ou em um gel: como um exemplo, uma solução de azul de metileno pode ser usada para colorir RNA sobre membranas de hibridização na técnica de northern blot para verificar a quantidade de ácido nucleico presente. Quando azul de metileno não é sensível como brometo de etídio, é menos tóxico e não intercala-se em cadeias do ácido nucleico, assim evitando a interferência com a retenção do ácido nucleico nas membranas de hibridização ou com o próprio processo de hibridização.
Pode também ser usado como um indicador para determinar se uma célula tal como uma levedura está viva ou não. O azul de metileno torna-se incolor na presença de enzimas ativas, então indicando células vivas. Entretanto se permanecer azul não significa que a célula está inoperante - as enzimas poderiam estar inativas/denaturadas. Deve-se notar que o azul de metileno pode inibir a respiração do levedura enquanto desloca os íons de hidrogênio produzidos durante o processo. A célula da levedura não pode então usar aqueles íons para liberar energia.
Em neurociência, o azul de metileno pode também servir como um inibidor não seletivo da óxido nítrico sintase.

### Medicina
Devido a suas propriedades de agente redutor, o azul de metileno é empregado como um medicamento para o tratamento de metemoglobinemia, que pode se originar da ingestão de determinados medicamentos ou feijões de fava. Basicamente, o azul de metileno age por reduzir o grupo heme da metemoglobina a hemoglobina. O azul de metileno obstrui também a acumulação do monofosfato cíclico do guanosina (GMP cíclico da guanosina) inibindo a enzima guanilato ciclase: esta ação resulta em resposta reduzida dos vasos a vasodilatadores GMP-dependentes como óxido nítrico e monóxido de carbono. Pela inibição do óxido nítrico sintetase pode ser usada para tratar hipotensão refratária a catecolaminas no choque séptico.

#### Doença de Alzheimer
Apesar do potencial da substância, presentemente não há estudos de qualidade que apoiam o uso do azul de metileno no tratamento ou prevenção da doença de alzheimer. As evidencias atuais não demostram impacto significativo no curso da doença.
Em um estudo de fase III, um derivado do azul de metileno (LMTM) não mostrou qualquer benefício contra o declínio cognitivo ou funcional em pessoas com doença de Alzheimer leve a moderada. O estudo também foi criticado por vieses e baixa amostragem de pacientes que receberem exclusivamente a substância. A progressão da doença tanto para a droga quanto para o placebo foi praticamente idêntica.

#### Malária
O efeito antimalárico do azul de metileno foi identificado por Paul Ehrlich em 1891. Tem atividade in vitro contra o Plasmodium falciparum e Plasmodium vivax, além da atividade sinérgica do azul de metileno com a artemisinina, quinino e pirimetamina. Mas houve atividade antagônica com fármacos quinolonas como a cloroquina.
Presentemente, apesar de poucos estudos clínicos de qualidade em humanos, foi vista uma ação promissora em monoterapia ou em terapia combinada. O efeito gametocitocida da substância é destacada pela OMS na problemática da resistência parasitária aos tratamentos atuais.

### Aquarismo e piscicultura
No aquarismo, o azul de metileno é usado em soluções para combater doenças como: dactilogirose, girodactilose, saproleniose, oodinose, plistoforose Íctio e outras.